# Traqueia (moeda)

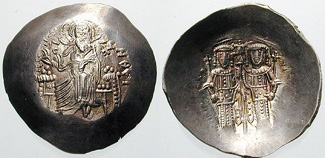
Áspro traqueia de r.

Traqueia (em grego: νόμισμα τραχύ; romaniz.: nómisma trachý; pl. trachea) foi um nome bizantino tardio para moedas bizantinas de bilhão e eletro, e mais tarde cobre, que foram emitidas entre os séculos XI-XIV. o termo "traqueia" significa "áspero" ou "desigual" e aparentemente foi aplicado para moedas côncavas com o sentido de "não planas". Por vezes o nome traqueia fora aplicado em conjunção a outros termos, como áspro. Para Michael F. Hendy, é equivocada a associação feita pelos numismatas da traqueia com o termo escifato.